# Corridoio Mormone
Con Corridoio Mormone si intende quelle aree del Nord America occidentale che furono colonizzate tra il 1850 e circa il 1890 da membri della Chiesa di Gesù Cristo dei santi degli ultimi giorni, i cui fedeli sono conosciuti come mormoni.
Nella letteratura accademica, l'area è anche comunemente chiamata regione della cultura mormone. È anche conosciuta come cintura del libro dei mormoni, un riferimento culturale alla Bible Belt degli Stati Uniti sud-orientali e al Libro di Mormon. È anche conosciuta come "cintura Jell-O" (in inglese Jell-O belt), in onore della nota marca di gelatina.

## Posizione
A partire dallo Utah, il corridoio si estende verso nord attraverso il Wyoming occidentale e l'Idaho orientale fino al parco nazionale di Yellowstone. Raggiunge il sud a San Bernardino, in California, a ovest e attraverso Tucson, in Arizona, a est, raggiunge a ovest l'area di Jordan Valley, Oregon e si estende a sud fino a Eldorado, Texas, e infine al confine tra Messico e Stati Uniti d'America. Gli insediamenti nello Utah, a sud del Wasatch Front, si estendevano da St. George a sud-ovest a Nephi a nord-est, compresa la valle del fiume Sevier. Il corridoio sorge nell'area dove oggi si trova l'incrocio tra la Interstate 15 e la U.S. Route 89. Fuori del Wasatch Front e la Cache Valley nello Utah, la maggior parte della popolazione dello stato risiede in questo corridoio. Al di fuori degli Stati Uniti occidentali, esistono insediamenti isolati creati dai mormoni nel Canada occidentale (Cardston, Alberta, parti della Columbia Britannica e del territorio dello Yukon); ed in Messico (stati della Bassa California, Chihuahua e Sonora).